# Crédit agricole banka Srbija Novi Sad
Crédit Agricole banka Srbija Novi Sad est une banque serbe qui a son siège social à Novi Sad, capitale de la province de Voïvodine.

## Activités
Crédit Agricole banka Srbija Novi Sad est une banque commerciale qui propose des services bancaires aussi bien aux entreprises qu'aux particuliers. Elle propose des comptes courants, des chéquiers et des cartes de crédit, des prêts, des produits d'épargne, un service de banque électronique ; elle pratique le change et offre également des services de paiements internationaux pour les particuliers. Elle travaille également avec les entreprises, notamment les petites et moyennes entreprises, ainsi qu'avec le monde agricole.
La banque opère à travers un réseau de 80 succursales en Serbie.

## Capital
Le capital de Crédit Agricole banka Srbija Novi Sad est détenu à 100,00 % par le groupe français Crédit agricole.